# David Dekker
David Dekker (født 2. februar 1998 i Amersfoort) er en professionel cykelrytter fra Holland, der er på kontrakt hos Euskaltel-Euskadi. Han er søn af Erik Dekker.

## Karriere
I 2019 blev han hollandsk U/23-mester i linjeløb. Fra 2021-sæsonen skrev han kontrakt med Team Jumbo-Visma.